# Parade (periodico)
Parade è un settimanale statunitense, in edicola la domenica come supplemento di oltre 450 giornali nazionali. Distribuito in più di 700 giornali a livello nazionale negli Stati Uniti fino al 2022.

## Storia
Fondata nel 1941, il magazine si occupa principalmente di celebrità, intrattenimento, salute, fitness, cucina e giochi per un totale di oltre 70 milioni di lettori.
Attualmente è tenuta da The Arena Media Brands, LLC.